# Берг (сыр)
Берг (фр. Bergues) — французский полумягкий сыр из коровьего молока, получивший название в честь одноимённого французского города.

## История
Самая ранняя запись о сыре Берг, датированная 1554 годом, была обнаружена в муниципальном архиве Берга. По состоянию на 1804 год в 25 муниципалитетах Франции насчитывалось 188 производителей. В 2004 году была создана Ассоциация производителей сыра Берг, занимающаяся защитой и продвижением этого сыра. Одна из целей этой организации — получение сертификата АОС.

## Изготовление
Для приготовления сыра используется молоко коров породы Красная Фламандская. Процесс выдержки может занимать от 2—3 недель до двух месяцев. В период созревания сыр регулярно обмывают местным пивом или рассолом.

## Описание
Вес и размеры головок сыра могут различаться в зависимости от конкретного производителя. Как правило это сырные диски весом до 2 килограмм, 20—30 сантиметров в диаметре, высотой около 6 сантиметров и весом около 350 грамм. Головка покрыта гладкой и влажной коркой розово-оранжевого цвета, с лёгким налётом плесени. Под коркой находится упругая мякоть кремового цвета с небольшими отверстиями в центре. 
Сыр обладает острым и пикантным при этом мягким и сладким молочным вкусом, а также достаточно ярким ароматом. Употребляется в виде обычной закуски и в жареном виде, а в тёртом виде используется для посыпания различных блюд. В качестве напитков с бергом часто сочетают местное пиво или лёгкие красные вина Божоле (фр. Beaujolais).
Одной из основных особенностей сыра является его пониженная жирность (15—20%), поэтому он относится к категории так называемых «лёгких сыров».